# Venom 3: Ostatni taniec
Venom 3: Ostatni taniec (oryg. Venom: The Last Dance) – amerykański fantastycznonaukowy film akcji z 2024 roku na podstawie serii komiksów o postaci o tym samym imieniu wydawnictwa Marvel Comics. Za reżyserię filmu i scenariusz odpowiadała Kelly Marcel. W tytułowej roli powrócił Tom Hardy, a obok niego w głównych rolach wystąpili Juno Temple i Chiwetel Ejiofor.
Venom 3: Ostatni taniec jest kontynuacją filmów Venom z 2018 i Venom 2: Carnage z 2021 roku i jest szóstą produkcją należącą do franczyzy Sony’s Spider-Man Universe. W Polsce Venom 3: Ostatni taniec zadebiutował 25 października 2024 roku.

## Obsada
- Tom Hardy jako Eddie Brock / Venom, dziennikarz śledczy, który stał się nosicielem pozaziemskiego symbiontu dającego nadludzkie zdolności[1][2]
- Chiwetel Ejiofor jako gen. Rex Strickland[2][3]
- Juno Temple jako dr Teddy Payne / Agony[2][3]
- Rhys Ifans jako Martin Moon[3]
- Peggy Lu jako pani Chen[3]
- Alanna Ubach jako Nova Moon[3]
- Stephen Graham jako Patrick Mulligan[3]
- Clark Backo[4] jako Sadie „Christmas”
- Andy Serkis jako Knull[3]

## Produkcja

### Rozwój projektu
We wrześniu 2021 roku Tom Hardy wyraził chęć, by Sony Pictures Entertainment nadal rozwijało Sony’s Spider-Man Universe, ale również jest również pracowało nad kolejnymi crossoverami z Filmowym Uniwersum Marvela. W tym samym miesiącu Andy Serkis, reżyser Venom 2: Carnage (2021) wyraził chęć wyreżyserowania kontynuacji. W grudniu Amy Pascal wyjawiła, że studio planuje trzeci film o Venomie. 
W kwietniu 2022 roku Sony Pictures potwierdziło plany dotyczące filmu na CinemaConie. W czerwcu poinformowano, że Kelly Marcel pracuje nad scenariuszem. Hardy wyjawił wtedy, że wspólnie z nią stworzył historię filmu. W październiku wyjawiono, że Marcel została również reżyserem filmu. Poinformowano wtedy, że producentami filmu będą Avi Arad, Matt Tolmach, Hutch Parker, Pascal, Marcel i Hardy oraz że w produkcję filmu zaangażowane będą wytwórnie Columbia Pictures, Arad Productions, Matt Tolmach Productions, Pascal Pictures, Hutch Parker Entertainment i Marvel Entertainment. W listopadzie Serkis ujawnił, że nie powrócił na stanowisku reżysera ze względu na pracę przy adaptacji Folwarku zwierzęcego. 
W lutym 2023 roku rozpoczęto przedprodukcję. W lipcu wyznaczono datę amerykańskiej premiery na 12 lipca 2024 roku, natomiast w listopadzie została ona przesunięta na 8 listopada 2024 roku. W marcu 2024 roku ujawniono tytuł filmu – Venom: The Last Dance oraz ponownie przesunięto datę premiery filmu na 25 października.

### Casting
W sierpniu 2018 roku Tom Hardy poinformował, że podpisał kontrakt na dwa kolejne filmy o Venomie, Venom 2: Carnage i kontynuację. W październiku 2021 roku Tom Holland wyjawił, że on i Amy Pascal rozmawiali o jego potencjalnym ponownym wcieleniu się w rolę Petera Parkera / Spider-Mana z Filmowego Uniwersum Marvela w przyszłych filmach o Venomie. W kwietniu Juno Temple rozpoczęła negocjacje dotyczące zagrania jednej z głównych roli w filmie. W następnym miesiącu poinformowano, że Temple i Chiwetel Ejiofor dołączyli do obsady.

### Zdjęcia
Zdjęcia do filmu rozpoczęły się 26 czerwca 2023 roku w Kartagenie w Hiszpanii pod roboczym tytułem Orwell. Operatorem zdjęć został Fabian Wagner. 14 lipca prace na planie zostały zawieszone z powodu strajku aktorów w Stanach Zjednoczonych. 9 listopada zakończył się strajk aktorów. Zdjęcia zostały wznowione 16 listopada.

## Wydanie
Dla szerszej publiczności w Stanach Zjednoczonych i w Polsce, premiera filmu Venom 3: Ostatni taniec odbyła się 25 października 2024 roku. Początkowo była ona zapowiedziana na 12 lipca, a później na 8 listopada tego samego roku.

## Odbiór

### Krytyka w mediach
Film spotkał się z chłodną reakcją krytyków. W serwisie Rotten Tomatoes 38% z 149 recenzji uznano za pozytywne, a średnia ocen wystawionych na ich podstawie wyniosła 4,7 na 10. Na portalu Metacritic średnia ważona ocen z 43 recenzji wyniosła 41 punktów na 100.